# Морская полиция: Новый Орлеан (1-й сезон)
Первый сезон американского телесериала «Морская полиция: Новый Орлеан» премьера которого состоялась на канале CBS 23 сентября 2014 года, а заключительная серия сезона вышла 12 мая 2015 года.

## В ролях

### Основной состав
- Скотт Бакула - Дуэйн Кассий «Король» Прайд, старший спецагент, руководитель подразделения
- Лукас Блэк - Кристофер «Крис» ЛаСалль, старший спецагент
- Зоуи Маклелан - Мередит «Мерри» Броуди, спецагент
- Роб Керкович - Себастьян Лунд, судмедэксперт
- Си Си Эйч Паундер - доктор Лоретта Уэйд, медэксперт-патологоанатом

### Второстепенный состав
- Шалита Грант - Соня Перси, спецагент
- Дэрил Митчелл - Пэттон Плам, компьютерный специалист
- Шэнли Касвелл - Лорел Прайд, Дочь Дуэйна
- Кэлли Торн - Саша Бруссард, бывший член преступного синдиката Нового Орлеана Бруссарда

## Эпизоды
| № общий | № в сезоне | Название                                                      | Режиссёр          | Автор сценария                                                                               | Дата премьеры    | Произв. код | Зрители в США (млн) |
| --- | ---------- | ------------------------------------------------------------- | ----------------- | -------------------------------------------------------------------------------------------- | ---------------- | ----------- | ------------------- |
| 1 | 1          | «Musician Heal Thyself» «Музыкант исцелит себя»               | Майкл Цинберг     | Джеффри Либер                                                                                | 23 сентября 2014 | 101         | 17.22               |
| Дело становится личным для Прайда, когда тело старшины идентифицируется как бывшего члена банды, которую он когда-то наставлял. Тем временем, Броуди продолжает свои поиски идеального места, чтобы позвонить домой в Новом Орлеане. |            |                                                               |                   |                                                                                              |                  |             |                     |
| 2 | 2          | «Carrier» «Перевозчик»                                        | Джеймс Уитмор мл. | Гари Гласберг                                                                                | 30 сентября 2014 | 102         | 16.57               |
| Специальный агент морской пехоты Тони Диноззо помогает команде Нового Орлеана, когда лейтенант флота находящийся в увольнительном (выходной) умирает от бубонной чумы. Команда мчится, чтобы найти всех моряков находящихся в увольнительных, контролировать потенциальную вспышку и определить источник высокоинфекционного заболевания. |            |                                                               |                   |                                                                                              |                  |             |                     |
| 3 | 3          | «Breaking Brig» «Ломать бриг»                                 | Тони Уормби       | Лори Арент                                                                                   | 7 октября 2014   | 103         | 15.41               |
| 4 | 4          | «The Recruits» «Новобранец»                                   | Оз Скотт          | Сэм Хамфри & Гари Гласберг                                                                   | 14 октября 2014  | 104         | 16.14               |
| 5 | 5          | «It Happened Last Night» «Это произошло прошлой ночью»        | Арвин Браун       | Джек Бернштейн                                                                               | 21 октября 2014  | 105         | 16.13               |
| 6 | 6          | «Master of Horror» «Мастер ужаса»                             | Терренс О’Хара    | Скотт Шапиро                                                                                 | 28 октября 2014  | 106         | 16.09               |
| 7 | 7          | «Watch Over Me» «Наблюдать за мной»                           | Джеймс Хейман     | Дэвид Аппелбаум                                                                              | 11 ноября 2014   | 107         | 14.99               |
| 8 | 8          | «Love Hurts» «Любовь причиняет боль»                          | Майкл Прессман    | Джек Бернштейн                                                                               | 18 ноября 2014   | 108         | 16.86               |
| 9 | 9          | «Chasing Ghosts» «В погоне за призраками»                     | Джеймс Уитмор мл. | Соня Уинтон & Джонатан И. Кидд                                                               | 25 ноября 2014   | 109         | 14.47               |
| 10 | 10         | «Stolen Valor» «Украденная доблесть»                          | Дэннис Смит       | Лори Арент                                                                                   | 16 декабря 2014  | 110         | 14.14               |
| 11 | 11         | «Baitfish» «Живец»                                            | Лесли Либман      | История: Джеремайя Тэш & Джеффри Либер Телеадаптация: Джеффри Либер                          | 6 января 2015    | 111         | 17.73               |
| 12 | 12         | «The Abyss» «Бездна»                                          | Терренс О’Хара    | Сэм Хамфри                                                                                   | 13 января 2015   | 112         | 16.39               |
| 13 | 13         | «The Walking Dead» «Ходячие мертвецы»                         | Эдвард Орнелас    | Дэвид Аппелбаум                                                                              | 3 февраля 2015   | 113         | 16.52               |
| 14 | 14         | «Careful What You Wish For» «Осторожно с желаниями»           | Джеймс Хейман     | Скотт Шапиро                                                                                 | 10 февраля 2015  | 114         | 16.19               |
| 15 | 15         | «Le Carnival de la Mort» «Карнавал смерти»                    | Тони Уормби       | Соня Уинтон & Джонатан И. Кидд                                                               | 17 февраля 2015  | 115         | 14.70               |
| 16 | 16         | «My Brother's Keeper» «Хранитель моего брата»                 | Оз Скотт          | История: Кристофер Амброзе & Соня Уинтон & Джонатан И. Кидд Телеадаптация: Кристофер Амброзе | 24 февраля 2015  | 116         | 13.71               |
| 17 | 17         | «More Now» «Больше сейчас»                                    | Бетани Руни       | Кристофер Силбер                                                                             | 10 марта 2015    | 117         | 12.61               |
| 18 | 18         | «The List» «Список»                                           | Майкл Цинберг     | Лори Арент                                                                                   | 24 марта 2015    | 118         | 14.42               |
| 19 | 19         | «The Insider» «Инсайдер»                                      | Джеймс Уитмор мл. | Скотт Шапиро & Дэвид Аппелбаум                                                               | 7 апреля 2015    | 119         | 14.33               |
| 20 | 20         | «Rock-A-Bye-Baby» «Колыбельная»                               | Элоди Кин         | Соня Уинтон & Джонатан И. Кидд                                                               | 14 апреля 2015   | 120         | 14.40               |
| 21 | 21         | «You'll Do» «Ты справишься»                                   | Олрик Райли       | Сэм Хамфри                                                                                   | 28 апреля 2015   | 121         | 14.55               |
| 22 | 22         | «How Much Pain Can You Take» «Сколько боли вы можете принять» | Терренс О’Хара    | Кристофер Амброзе & Кристофер Силбер                                                         | 5 мая 2015       | 122         | 13.35               |
| 23 | 23         | «My City» «Мой город»                                         | Джеймс Хейман     | Зэк Штраусс & Джеффри Либер                                                                  | 12 мая 2015      | 123         | 13.61               |

## Производство

### Разработка
27 октября 2014 года канал продлил сериал на полный сезон. 12 января 2015 года канал продлил сериал на второй сезон.